# Siebenbürgenlied
Das Siebenbürgenlied ist die Landeshymne der Siebenbürger Sachsen.

## Entstehung
Der Text stammt von dem Schriftsteller und Sprachforscher Maximilian Leopold Moltke (1819–1894) und war ursprünglich ein Gedicht mit dem Titel „Siebenbürgen, Land des Segens“. Zum Lied wurde das Gedicht erst durch die Vertonung (um 1848) von Johann Lukas Hedwig (* 5. August 1802 in Heldsdorf; † 8. Januar 1849 bei Honigberg). Es ist ein Lobgesang auf die Landschaften, Menschen und Geschichte Siebenbürgens.
Hedwig schrieb die Melodie ursprünglich allerdings nicht für das Gedicht Moltkes, sondern für einen Festgesang zur 300-Jahr-Feier des 1545 von Apollonia Hirscher erbauten Kronstädter Kaufhauses am 28. Oktober 1845. Das Original mit der Handschrift Hedwigs befindet sich heute im Archiv der Kirchengemeinde in Heldsdorf. Das Siebenbürgenlied wird jedoch nicht so gesungen, wie Hedwig es vorschrieb. Auch werden nur die erste, zweite und siebte Strophe gesungen, weil das Absingen des ganzen Liedes zu lange dauern würde. Fehlerhaft werden außerdem oft die beiden letzten Worte des Liedes verstanden: der Eintracht Band. Moltke richtete diesen Verbrüderungsaufruf 1846 an alle Völker Siebenbürgens. Die Ungarn und Rumänen haben sich das Lied jedoch nie zu Eigen gemacht, und so meinen die Siebenbürger Sachsen beim Singen oft nur die Einheit unter sich selbst. Verdreht wird auch gerne der letzte Vers und um alle deine Söhne. Hier heißt es gesungen meist eher und um alle Sachsensöhne, was die anderen Völker Siebenbürgens bewusst ausschließt.

## Liedtext
1. Strophe
Siebenbürgen, Land des Segens
Land der Fülle und der Kraft,
mit dem Gürtel der Karpaten
um das grüne Kleid der Saaten
Land voll Gold und Rebensaft.
2. Strophe
Siebenbürgen, Meeresboden
einer längst verflossnen Flut;
nun ein Meer von Ährenwogen,
dessen Ufer waldumzogen,
an der Brust des Himmels ruht!
3. Strophe
Siebenbürgen, Land der Trümmer
einer Vorzeit, stark und groß,
deren tausendjährige Spuren
ruhen noch in deinen Fluren
ungeschwächtem Ackerschoß!
4. Strophe
Siebenbürgen, grüne Wiege
einer bunten Völkerschar!
Mit dem Klima aller Zonen,
mit dem Kranz von Nationen
um des Vaterlands Altar!
5. Strophe
Siebenbürgen, grüner Tempel
mit der Berge hohem Chor,
wo der Andacht Huldigungen
steigen in so vielen Zungen
zu dem einen Gott empor!
6. Strophe
Siebenbürgen, Land der Duldung
jedes Glaubens sichrer Hort,
mögst du bis zu fernen Tagen
als ein Hort der Freiheit ragen
und als Wehr dem freien Wort!
7. Strophe
Siebenbürgen, süße Heimat
unser teures Vaterland!
Sei gegrüßt in deiner Schöne
und um alle deine Söhne
schlinge sich der Eintracht Band!